# Fire Emblem Gaiden
Fire Emblem Gaiden (ファイアーエムブレム外伝?, Faiā Emuburemu Gaiden) è il secondo titolo della saga di videogiochi di ruolo Fire Emblem, sviluppato da Intelligent Systems e pubblicato dalla Nintendo. Distribuito il 14 marzo del 1992 in Giappone, è il secondo episodio della saga ad approdare esclusivamente sul  Family Computer (Nintendo Entertainment System).
Storia parallela all'originale ("Gaiden" in Giapponese significa "storia corrispondente"): ambientato nello stesso mondo, gli eventi del gioco avvengono in un continente discordante, senza relazioni significative con quelli del primo. Alcuni personaggi del precedente capitolo, comunque, compaiono come cameo.

## Trama
Due sono i protagonisti, amici da sempre: Alm e Celica; cinque sono i capitoli giocabili, ambientati nei vasti regni del continente Valencia: Rigel e Sofia. Lentamente, la mappa del mondo, conclusi i capitoli giocati, svela nuove locazioni. In seguito, si scopre che Alm è in realtà il principe di Rigel, mentre Celica la principessa di Sofia e sacerdotessa immacolata della dea Mila.
Fire Emblem: Gaiden è stato il primo a permettere la promozione di due personaggi principali, durante la narrazione della trama: Alm da Duellante diventa Eroe, mentre Celica da Monaca è promossa in Principessa.

## Modalità di gioco
Mentre il motore delle battaglie e la formula del gioco originale sono ancora presenti in Fire Emblem Gaiden, alcune nuove caratteristiche sono state aggiunte o cambiate. Alcune classi dei personaggi presentano diverse ramificazioni di promozione, permettendo al giocatore di selezionare la classe in cui vuole evolvere il personaggio. Solo le armi speciali hanno bisogno di essere equipaggiate, e né queste né quelle normali si rompono mai. Gli incantesimi si imparano salendo di livello, e tolgono punti vita a chi li evoca. Il gioco presenta una mappa del continente di gioco che i giocatori possono attraversare attraverso battaglie e città che possono essere esplorate liberamente, con sempre più territori esplorabili mentre si procede nel gioco.
Nonostante i numerosi cambiamenti alla formula di Fire Emblem, la maggior parte dei giochi successivi sono ritornati alla modalità di gioco del primo Fire Emblem. Alcuni di questi cambiamenti, come una mappa del continente su cui muoversi e classi promozionali ramificate sono state poi usate in Fire Emblem: The Sacred Stones, che ha ricevuto apprezzamenti per il suo design. Comunque, altri elementi introdotti da Fire Emblem Gaiden non sono stati riutilizzati.